# Duke Johnson

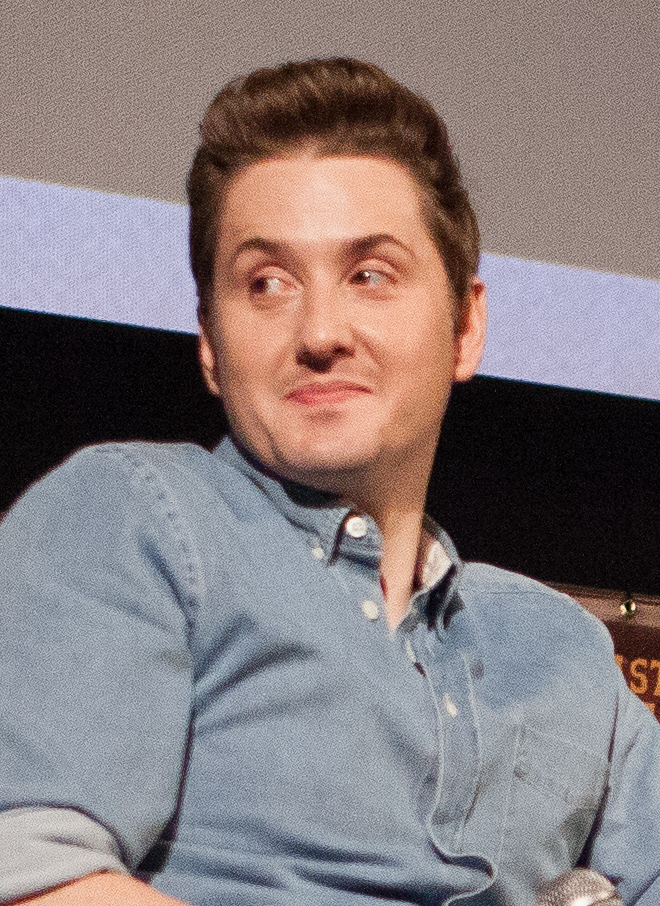
Duke Johnson

Duke Johnson (* 20. März 1979 in St. Louis, Missouri) ist ein US-amerikanischer Filmproduzent und Regisseur. Er ist insbesondere im Stop-Motion-Bereich aktiv und zurzeit für das Produktionsstudio Starburns Industries von Dino Stamatopoulos und Dan Harmon als Regisseur und Juniorpartner tätig.

## Leben
Duke Johnson wuchs in St. Louis auf und besuchte die St. John Vianney High School in Kirkwood. Kurz vor seinem Abschlussjahr besuchte er einen Filmkurs am Columbia College Chicago. Nach seinem Abschluss studierte er an der Tisch School of the Arts der New York University mit einem Auslandssemester in Prag. Er wechselte anschließend an das American Film Institute, wo er seinen Master of Fine Arts machte. Für seinen Abschlussfilm Marrying God erhielt er einige Preise.
Johnsons Karriere startete 2008 mit einer Episode der bissig-sarkastischen Adult-Swim-Animationsserie Moral Orel. 2010 schloss er sich dem Team von Starburns Industries an und drehte einige Episoden von Mary Shelley’s Frankenhole. 2010 führte Johnson in einer animierten Spezialfolge von Dan Harmons Comedyserie Community Regie. Die Folge wurde 2011 mit einem Creative Arts Emmy in der Kategorie Individual Achievement in Animation bedacht. Im selben Jahr drehte Johnson ein kurzes animiertes Segment einer weiteren Community-Folge. Zusammen mit Charlie Kaufman drehte er den Film Anomalisa (2015) für den die beiden 2016 eine Oscar-Nominierung erhielten. Er war außerdem insgesamt vier Mal für einen Annie Award nominiert.

## Filmografie
- 2006: Marrying God (Kurzfilm)
- 2008: Moral Orel, Episode: Help
- 2010: Community, Episode 2x11 Weihnachten auf Planet Abed
- 2010–2012: Mary Shelley’s Frankenhole
- 2012: Before Orel: Trust (Kurzfilm)
- 2015: Anomalisa